# Barntrup

Barntrup est une ville de Rhénanie-du-Nord-Westphalie (Allemagne), située dans l'arrondissement de Lippe, dans le district de Detmold, dans le Landschaftsverband de Westphalie-Lippe.

## Personnalités

### Citoyens d'honneur
- 1895 : Otto von Bismarck, chancelier

### Fils et filles de la ville
- Hermann von Kerssenbrock (1519–1585), né à Barntrup, recteur du Lycée Paulinum à Münster pendant une longue période (Westphalie)
- Heinrich Meibom (1555–1625), né à Alverdissen, poète et historien
- Frédéric-Ernest de Lippe-Alverdissen (1694-1749), né à Alverdissen, comte de Lippe-Alverdissen
- Johann Christoph Struchtmeyer (1698-1764), né à Struchtrup, théologien, historien et orateur
- Ludwig Deppe (1828–1890), né à Alverdissen, compositeur et chef d'orchestre
- Ludwig Winter, né en 1894 à Barntrup, date du décès inconnue, homme politique (NSDAP)
- Ulrich Born, né en 1950 à Barntrup, juriste et homme politique (CDU)
- Ernst Bier, né en 1951 à Barntrup, batteur pour la musique de jazz